# Centaurium pulchellum
Centaurium pulchellum é uma espécie de planta com flor pertencente à família Gentianaceae. 
A autoridade científica da espécie é (Sw.) Druce, tendo sido publicada em Flora of Berkshire 342. 1897.
O seu nome comum é centáurea-de-flores-estreitas.

## Portugal
Trata-se de uma espécie presente no território português, nomeadamente em Portugal Continental.
Em termos de naturalidade é nativa da região atrás indicada.

## Protecção
Não se encontra protegida por legislação portuguesa ou da Comunidade Europeia.